# Jeløy kommun
Jeløy kommun (norska: Jeløy kommune) var en kommun i Østfold fylke i sydöstra Norge. Kommunen omfattade de norra delarna av nuvarande Moss kommun (ön Jeløya samt landsbygden nordöst om staden Moss).

## Administrativ historik
Moss landdistrikt upprättades den 1 januari 1838 (som Mosse Landdistrict) när Formannskapslovene från 1837 trädde i kraft.
1916 bytte kommunen namn från Moss landdistrikt till Jeløy.
Mellan 1840 och 1925 genomfördes ett antal gränsregleringar där olika områden successivt fördes över från Jeløy kommun (Moss landdistrikt) till den angränsande stadskommunen Moss:
- 1840: bebott område (340 invånare)
- 1 januari 1876: bebott område (631 invånare)
- 1 juli 1925: bebott område (30 invånare)

Den 1 juli 1943 gick den återstående delen av Jeløy kommun i sin helhet upp i Moss kommun. Kommunens hade då 4 243 invånare.